# Ramiz Selmani
Ramiz Selmani, slovenski častnik albanskega rodu, * 6. avgust 1960, Postojna.

## Vojaška kariera
povišan v majorja (14. maj 2002)
- povišan v podpolkovnika (oktober 2013)

## Odlikovanja in priznanja
- bronasta medalja Slovenske vojske (12. maj 1999)
- srebrna medalja Slovenske vojske (26. oktober 2010)